# Европейский рентгеновский лазер на свободных электронах

Страны-партнёры проекта European XFEL обозначены тёмным цветом.

Европейский рентгеновский лазер на свободных электронах (англ. European x-ray free electron laser, European XFEL) — международный проект по созданию самого крупного в мире лазера на свободных электронах. Проект разработан исследовательским центром DESY и представлен в 2002 году. На строительство и ввод в эксплуатацию лазера было потрачено 1,22 млрд евро. 58 % этой суммы предоставила Германия, 27 % — Россия.
Лазерная установка длиной 3,4 километра расположена в Германии на глубине от 6 до 38 метров под землёй и протянулась от лаборатории DESY в Гамбурге до окраины Шенефельда, где на территории 15 гектаров построены административные здания, экспериментальные станции и лаборатории.

## Конструкция
Лазер генерирует синхротронное излучение высокой интенсивности, излучённое электронами, ускоренными до релятивистских скоростей. XFEL построен так, чтобы электроны синхронизированно вызывали рентгеновское излучение, что обеспечивает рентгеновские импульсы со свойствами лазерного излучения и интенсивностью, значительно превосходящей получаемую в традиционных источниках СИ так называемого третьего поколения. Лазер будет самым мощным в мире источником рентгеновского излучения.
Электроны через сверхпроводящий линейный ускоритель с максимальной энергией 17,5 ГэВ попадут в магнитные поля ондуляторов, где они будут двигаться по искривленным (синусоидальным) траекториям, излучая в рентгеновском диапазоне. Для создания эффекта сверхпроводимости элементы ускорителя охлаждаются жидким гелием до температуры минус 271 °C.
Рентгеновское излучение будет генерироваться самоусиливающейся спонтанной эмиссией, когда электроны взаимодействуют с излучением, создаваемым соседними электронами. Спонтанная эмиссия волновых пакетов позволит получать до 30 тысяч импульсов в секунду, а яркость излучения будет на порядки превосходить существующие аналоги.

## Исследования
Продолжительность импульсов не будет превышать 100 фемтосекунд, что позволит исследовать химические реакции, которые слишком быстры, чтобы изучать их иными методами. Длина волны рентгеновского лазерного излучения будет меняться от 0,05 до 6 нм, позволяя проводить измерения на атомном масштабе длины.
Сначала предполагается создать 3 канала вывода фотонных пучков с 6 экспериментальными станциями, в дальнейшем планируется увеличить эти числа до 5 каналов и 10 станций. Лазер будет использоваться для экспериментов в области физики, химии, наук о материалах, биологии и нанотехнологии.

## Научные инструменты
Исследования проходят в подземных лабораториях, находящихся в конце трёх тоннелей.
По состоянию на 2021 год работают шесть лабораторий (иначе называемых инструментами), по две лаборатории на каждый тоннель:

#### Малые квантовые системы (Small Quantum Systems, SQS)
Экспериментальная лаборатория изучает взаимодействие мягкого рентгеновского излучения с веществом. Типичные объекты исследования — от отдельных атомы, до крупных молекул. Методы исследования — различные варианты спектроскопии. В лаборатории используются три станции:
- AQS — атомо-подобные квантовые системы — изучает атомы и небольшие молекулы
- NQS — наноразмерные квантовые системы — изучает кластеры и наночастицы
- SQS-REMI — реакционный микроскоп, позволяющий изучать процессы ионизации и фрагментации путём анализа продуктов реакции вещества с рентгеновскими импульсами.

## Хронология строительства
В строительстве участвовали 12 стран: Дания, Франция, Германия, Венгрия, Италия, Польша, Россия, Словакия, Испания, Швеция, 
Швейцария и Великобритания. Строительные работы начались в 2009 году. Официальное открытие состоялось в 2017 году.
9 января 2009 начало подготовительных работ на стройплощадке.
23 июля 2009 года Россия присоединяется к проекту.
28 сентября 2009 года для организации строительства и эксплуатации проекта создана некоммерческая организация European XFEL GmbH, основным акционером которой изначально являлся DESY.
4 февраля 2010 года Франция подтверждает своё участие в проекте.
7 июля 2010 по 6 августа 2011 года прокладка первого тоннеля.
8 сентября 2010 года Польша присоединяется к проекту.
12 января 2011 по 7 июня 2012 года прокладка второго тоннеля.
7 октября 2011 года Испания присоединяется к проекту.
17 июля 2012 года из России доставлены 125 магнитов, произведённые новосибирским ИЯФ СО РАН.
6 июня 2013 года завершены все подземные работы.
30 сентября 2013 года установка инжектора электронов.
18 декабря 2014 года Великобритания присоединяется к проекту.
25 августа 2015 года установлено первое научное оборудование.
1 марта 2016 года собран первый ондулятор.
26 сентября 2016 года установка в тоннеле сверхпроводниковых сегментов ускорителя.
6 октября 2016 года официальная дата ввода в эксплуатацию установки.
1 сентября 2017 года Европейский рентгеновский лазер на свободных электронах был официально запущен.

## Применение

### В биотехнологиях
Изучение белков, клеток и их мембран как в статике, так и динамически в процессе изменения.
Для изучения структуры таких материалов необходимо, чтобы они находились в кристаллической форме. Кристаллизация биологических молекул весьма непростая задача и усилия по получению кристаллов достаточного размера и качества для синхротронных исследований длились годами, если не десятилетиями, в то время как последующие этапы проходят намного быстрее.
XFEL уже показал качественное улучшение по сравнению с синхротронами по способности получения информации о структуре кристаллов размером меньше микрометра. Например ранее неизвестная структура белка (цистеиновая протеаза катепсина B) была считана с разрешением меньше нанометра. Это была самая первая биологическая структура распознанная с помощью лазера на свободных электронах. Этот белок играет важную роль в патогенезе сонной болезни - заболевании, которое широко распространено в Африке и приводит ежегодно к десяткам тысяч смертей. Новое знание может быть использовано против паразитов (муха цеце), вызывающих данное заболевание.
Также в виду ультракоротких импульсов XFEL появилась возможность снимать биологические процессы в молекулах в движении и получать четкие снимки даже очень быстрых динамик.

### Информационные технологии
Несколько лет назад было обнаружено, что короткие циркулярно-поляризованные лазерные импульсы, которые могут иметь правостороннюю или левостороннюю ориентацию, могут быстрее изменять магнитную полярность на пластинах жестких дисков, чем при использовании традиционного способа.
Европейский XFEL оборудован специальным устройством для генерации циркулярно-поляризованных импульсов и позволяет проводить исследования в этом направлении.
Так называемое пусковое время работы лазера расписано на годы вперед. Ученые из разных стран отправляют руководству Европейского лазера заявки на получение доступа к оборудованию, чтобы провести на нем исследования в области физики, химии, материаловедения, медицины, биологии и других наук.